# Newbreed
Newbreed – polska grupa muzyczna grająca metal progresywny, powstała z inicjatywy braci Tomasza i Stanisława Wołonciejów w 1999 roku w Bielsku-Białej.

## Historia
Zespół został założony w Bielsku-Białej w listopadzie 1999 roku z inicjatywy Tomasza Wołoncieja (gitara, śpiew) oraz Stanisława Wołoncieja (perkusja). Skład dopełnił Paweł Gawłowski (gitara basowa). Rok później zespół zarejestrował swoje pierwsze demo zatytułowane Solitary. W 2001 roku zespół opuścił Paweł Gawłowski. Do zespołu dołączają bracia Czul, działający w innym południowopolskim zespole Anima Vilis, Andrzej (gitara basowa) oraz Tomasz (gitara). W nowym składzie zespół kontynuował granie koncertów oraz zarejestrował kolejny materiał – demo The new way of human existence. Nagrania zostały wydane na splicie kasetowym przez warszawską wytwórnię Apocalypse Productions. Po nagraniu Newbreed uzyskał pozytywne recenzje oraz zagrał wiele koncertów m.in. na Brutal Sugrgeons Tour 2002.
W 2003 roku muzycy zarejestrowali minialbum pt. Lost. W ramach promocji wydawnictwa zespół odbył trasy koncertowe Lost Killing Scream Tour oraz wziął udział w trasie Southern Explotion Tour. W kwietniu 2004 roku Tomasz Czul odszedł z zespołu, a zastąpił go Piotr Białkowski muzyk zespołu Lady Temptress. Pod koniec 2004 roku zespół rozpoczął nagrania nowego materiału If I Were the Rain. Nagrania zostały ukończone na początku 2005 roku. W międzyczasie wytwórnia muzyczna Metalrules Productions wydała reedycje minialbumu Lost. Następnie zespół podpisał kontrakt z wytwórnią Foreshadow Productions nakładem której 17 października tego samego roku został wydany album If I Were the Rain.
W roku 2006 zespół wyruszył w trasę koncertową Awaking On The Path Of Rain Tour 2006. Kompletuje także materiał na nowe nagranie. Niedługo po ukończeniu nagrań zespół opuszcza Piotr Białkowski, który zostaje zastąpiony przez Szymona Fiuka. W styczniu 2007 Newbreed podpisał umowę z firmą Insanity Records na wydanie najnowszego albumu grupy Child of the Sun.
W 2009 roku ukazało się pierwsze wydawnictwo DVD zespołu zatytułowane Live In Rudeboy. Na płycie ukazał się koncert zrealizowany podczas dwuletniego cyklu promującego album Child of the Sun, film dokumentujący występy w latach 2007-2008 oraz teledysk do utworu pt. "By the Sea". Dodatkowo do Live In Rudeboy została dołączona płyta CD z nagraniami audio z koncertu. Również w 2009 roku basista Jarosław Gacek został oficjalnym członkiem zespołu.
W 2010 roku grupa rozpoczęła prace nad kolejnym albumem. W maju tego samego roku muzycy dali szereg koncertów w ramach Slaughterhouse Tour 2010. W 2011 roku formacja podpisała kontrakt z wytwórnią muzyczną Metal Mind Productions. Również w 2011 roku grupa ukończyła prace nad płytą pt. Newbreed. Gościnnie w nagraniach wzięli udział: Tomasz "Lipa" Lipnicki lider formacji Lipali, który zaśpiewał w utworze "When I Admire the World" oraz Wacław "Vogg" Kiełtyka – gitarzysta Decapitated, który zagrał partię solową w utworze "An Answer Without Any Words". Premiera wydawnictwa została wyznaczona na 20 czerwca 2011 roku w Europie oraz 9 sierpnia tego samego roku w Stanach Zjednoczonych.

## Dyskografia
- Solitary (2000, demo)
- The NeW Way of Human Existence (2002, EP)
- Lost (2003, EP)
- If I Were the Rain (2005, album)
- Child of the Sun (2007, album)
- Live In Rudeboy (2009, DVD)
- Newbreed (2011, album)
- Live In Rudeboy II Revenge (2012, DVD)
- Law (2018, album)